# Casteldelfino
Casteldelfino är en ort och kommun i provinsen Cuneo i regionen Piemonte i Italien. Kommunen hade 158 invånare (2018).